# 佐田真由美
佐田 真由美（さだ まゆみ、1977年8月23日 - ）は、日本のファッションモデル、女優。東京都出身。LDH JAPAN所属。

## 略歴
3歳の時にスカウトされモデルとして活動を始める。
東京学館浦安高等学校卒業。高校時代の3年間は学生生活に専念していたが、アルバイト中にスカウトされ話を聞いてみたところ、モデルの仕事の方が給料が高いことが判明しモデル業を再開した。すぐに多くの仕事がもらえることはなく、オーディションでは落選を繰り返しレッスン通いの日々を送っていたが、ある広告の撮影でファッション雑誌『ViVi』のスタイリストと知り合い、編集部に顔見せに行く機会をもらった。これにより同誌の専属モデルとなった。
2001年にシングル『pray/discovery』で歌手デビューし、2003年に映画『天使の牙B.T.A.』で女優デビューした。
2006年にジュエリーブランド「Enasoluna」を立ち上げた。
2025年にメイクブランド「THE FLOWER SHOP」を立ち上げた。

## 人物
母方の祖父がアメリカ人。兄と弟がいる。
2008年10月1日にクリエイターの野村訓市と結婚。2009年4月6日に第1子女児、2010年11月4日に第2子女児を出産した。

## 出演

### 雑誌
- ViVi（講談社）
- GLAMOROUS（講談社）
- MISS / MISS plus（世界文化社）
- Marisol（集英社）
- otona MUSE（宝島社）

他多数

### CM
- ヤマザキナビスコ「チップスター」（1999年）
- ホンダ「キャパ」東北地方限定（2000年）
- ホンダ「キャパ」長野県限定（2000年）
- エルセーヌ（2000年 - 2001年）
- ソーテック「AFINA note」（2001年）
- NTTドコモ「M-stage music Picawalk」（2001年）
- トリンプ「AMO'S STYLE」（2002年 - 2003年）
- ブルボン「CHUEL-CHOCOLE-SOFTICK」（2002年 - 2003年）
- PEACH JOHN（2004年）
- ライオン「Free&Free」（2004年）
- ケンタッキーフライドチキン「アジアンスパイシーチキン」（2006年）
- ハワイ州観光局（2007年 - 2008年）
- ユニクロ（2007年・2008年・2016年）
- スズキ「セルボ」（2007年）
- アサヒフードアンドヘルスケア「スリムアップスリム」（2008年）
- エスエス製薬「エスタックイブファイン」中京地区限定（2012年）
- ユニリーバ・ジャパン「LUX」（2014年）
- 日本コカ・コーラ「シュウェップス」（2014年）
- ネイチャーラボ「LITS」（2016年）[10]
- 花王「エッセンシャル」（2016年）
- ABC-MART（2018年）
- 日清「ご褒美ラ王」（2019年）

### 広告
- アシハラ（2002年 - 2004年）
- PEACH JOHN（2004年）
- 特許庁「平成17年度 模倣品・海賊版撲滅キャンペーン」（2005年）
- goa（2008年）
- コーセー「ヴィセ」（2012年）

### テレビドラマ
- おとなの夏休み（2005年7月6日 - 9月7日、日本テレビ） - 少女A 役
- 着信アリ 第5話・第6話（2005年11月11日・18日、テレビ朝日） - 宮下さつき 役
- 花より男子（2005年10月21日 - 12月16日、TBS） - 藤堂静 役
- 夜王 第6話・第7話（2006年2月17日・24日、TBS） - 揚羽 役
- 翼の折れた天使たち 第一夜「セレブ」（2006年2月27日、フジテレビ） - 平岩ミサ 役
- 贅沢なお産（2006年5月30日、日本テレビ） - 川村玲子 役
- 落ちた偶像 光クラブ事件（2006年6月29日、日本テレビ） - 松本啓子 役
- 下北サンデーズ（2006年7月13日 - 9月7日、テレビ朝日） - 伊達智恵美 役
- 再会〜横田めぐみさんの願い〜（2006年10月3日、日本テレビ） - 田口八重子 役
- 三日遅れのハッピーニューイヤー!（2007年1月3日、TBS） - 新庄あおい 役
- 花より男子2（2007年1月5日 - 3月16日、TBS） - 藤堂静 役
- パパとムスメの7日間（2007年7月1日 - 8月19日、TBS） - 西野和香子 役
- 働きマン（2007年10月10日 - 12月19日、日本テレビ） - 荒木雅美 役
- UENOがつないだキズナ（2008年3月22日、BS日テレ） - 安田恵美 役
- おせん 第伍話（2008年5月20日、日本テレビ） - カンナ 役
- パズル Final Piece（2008年6月20日、朝日放送・テレビ朝日）- 西野エリカ 役
- トンスラ（2008年10月18日、日本テレビ） - 豊臣妙子 役
- プリズナー（2008年11月 - 12月、WOWOW） - 松宮あおい 役
- 世にも奇妙な物語 秋の特別編「耳かき」（2011年11月26日、フジテレビ） - ターゲットの美女 役

### テレビ番組
- 〜ジョーデキ!POP COMPANY〜POP屋（2008年、フジテレビ）
- アフロディーテの羅針盤（2012年、NHK BSプレミアム） - 司会

### 映画
- 天使の牙B.T.A.（2003年） - 神崎はつみ / アスカ 役
- CASSHERN（2004年） - サグレー 役
- 仮面ライダー THE FIRST（2005年） - ショッカー幹部 役
- 変身（2005年） - 橘直子 役
- 鞄・KABAN (2005年)
- RAINBOW DRIVEINN（2006年　ネットシネマ.tv） - 夏実 役
- 自虐の詩（2007年） - 森田秋子 役
- カンフーくん（2008年） - 黒女教師 役
- 花より男子F（2008年） - 藤堂静 役
- ICHI（2008年） - 美津 役
- ハンサム★スーツ（2008年） - 来香 役
- GOEMON（2009年） - おりん 役
- 町田くんの世界（2019年）

### 舞台
- 劇団方南ぐみ「コケコッコー! ～だから女はやめられない～」（2005年5月）
- Team ARAGOTO Vol.1「エビ大王」 （2005年12月）
- 朗読劇「私の頭の中の消しゴム」（2010年5月）
- BOOK ACT「ヒーローよ 安らかに眠れ」（2020年2月）[11]

### ラジオ
- MAYUMIRACLE RADIO FLOWER（2007年 - 2009年、bayfm）

### ミュージックビデオ
- GLAY「恋」（2006年）

### DVD
- スキージャンプ・ペア 2（2004年） - ナビゲーター

## 作品

### シングル
|     | 発売日        | タイトル                               | 収録曲 |
| --- | ------------- | -------------------------------------- | --- |
| 1st | 2001年5月23日 | pray/discovery                         | 1. pray 作詞：佐田真由美／作曲：多胡邦夫／編曲：CHOKKAKU 2. discovery 作詞：佐田真由美／作曲：多胡邦夫／編曲：CHOKKAKU 3. pray（Instrumental） 4. discovery（Instrumental）                                                                       |
| 2nd | 2001年7月18日 | freedom                                | 1. freedom 作詞：佐田真由美／作曲：オオヤギヒロオ／編曲：CHOKKAKU 2. crossroads 作詞：／作曲：／編曲： 3. freedom（Instrumental） 4. crossroads（Instrumental）                                                                                   |
| 3rd | 2001年11月7日 | kiseki                                 | 1. kiseki 作詞：佐田真由美／作曲：多胡邦夫／編曲：CHOKKAKU 2. upper love 作詞：／作曲：／編曲： 3. kiseki（Instrumental） 4. upper love（Instrumental）                                                                                           |
| 4th | 2002年6月19日 | ever after〜もしもあなたがいなければ〜 | 1. ever after～もしもあなたがいなければ～ 作詞：Kenn Kato／作曲：Face 2 fAKE／編曲：Face 2 fAKE 2. ever after～English Version～ 作詞：Kenn Kato・Tim Jensen／作曲：Face 2 fAKE／編曲： 3. ever after～もしもあなたがいなければ～（Instrumental） |

### アルバム
1. EVER AFTER（2002年9月11日）

### 参加作品
| 発売日        | 曲名              | 収録作品                                    |
| ------------- | ----------------- | ------------------------------------------- |
| 2003年8月21日 | Faith〜時の脈拍〜 | 『天使の牙 オリジナル・サウンドトラック』   |
| 2006年6月14日 | together          | V.A.『WE LOVE WE [WE LOVE Winning Eleven]』 |
| 2008年11月5日 | セルロイドスター  | トベタ・バジュン『青い蝶』                  |

### タイアップ
| 曲名                                    | タイアップ                                                         |
| --------------------------------------- | ------------------------------------------------------------------ |
| pray                                    | テレビ東京系『スキヤキ!!ロンドンブーツ大作戦』オープニングテーマ   |
| freedom                                 | ソーテック「AFiNA note」CMソング                                   |
| kiseki                                  | NTTドコモ「M-stage music」CMソング                                 |
| ever after 〜もしもあなたがいなければ〜 | フジテレビ系ドラマ『ウエディングプランナー SWEETデリバリー』挿入歌 |

### 映像作品
- 5 CLIPS（2003年）
- 我的上海日記 〜Shaghai nikki〜（2005年）

### 書籍
- せり&まゆみのワークアウトBOOK（2003年）ISBN 4062119641
- MAYUMI SADA「ONE」（2005年）ISBN 4063537021
- 月刊 佐田真由美（2005年）ISBN 410790153X

## 受賞
- 第8回ネイルクィーン アーティスト部門（2003年）
- 第10回ベストマザー賞2017 文化部門（2017年）[13]